# Perithous
Perithous ist eine Schlupfwespengattung in der Unterfamilie Pimplinae. Das Taxon geht auf den schwedischen Entomologen August Emil Holmgren im Jahr 1859 zurück. Der Gattungsname leitet sich von Peirithoos (lateinisch „Perithous“), einer Figur der griechischen Mythologie, ab. Typusart ist Ephialtes albicinctus Gravenhorst, 1829. In Deutschland ist die Gattung mit fünf Arten vertreten.

## Taxonomie
Die Gattung umfasst etwa 18 beschriebene Arten. Innerhalb der Pimplinae wird die Gattung der Tribus Delomeristini zugewiesen. Phylogenetische Studien deuten darauf hin, dass die Gattung Perithous die Schwestergruppe der Klade bestehend aus Pseudorhyssa, Delomerista und Atractogaster bildet. Balthazar (1961) führte die Untergattung Hybomischos ein, welche die Arten P. galbus, P. septemcinctorius und P. virgulatus umfasste.

## Merkmale
Die Schlupfwespen der Gattung Perithous sind moderat lang und schlank. Ihre Grundfärbung ist schwarz. Mesoscutum (Rückenplatte) und Mesopleuren sind häufig rötlich gefärbt. Die Tergite II–V sind poliert und deutlich punktiert. Außerdem weisen diese einen weißen Hinterrand auf. Das Gesicht der Männchen ist in der Regel weißlich, das der Weibchen schwarz mit weißlichen Augenrändern. Der Clypeus ist apikal abgeflacht mit einer tiefen medianen apikalen Kerbe.

## Lebensweise
Zu den Wirten der Gattung Perithous gehören neben Grabwespenlarven (Crabronidae), die in Stängeln und in Ästen leben, auch Larven von Goldwespen und solitären Faltenwespen (Eumeninae) sowie von Bienen aus der Familie Colletidae.

## Systematik
Die Gattung Perithous ist in der Holarktis und in der Orientalis verbreitet. Im Folgenden eine Liste von beschriebenen Arten, die der Gattung zugerechnet werden.
- Perithous albicinctus (Gravenhorst, 1829) – Paläarktis
- Perithous changbaishanus (He, 1996) – China
- Perithous digitalis Gupta, 1982 – Orientalis (Kaschmir, Nepal, Taiwan)
- Perithous divinator (Rossi, 1790) – Holarktis, Orientalis (Indien)
- Perithous escondidus Khalaim & Ruiz-Cancino, 2023 – Mexiko (Nuevo León)[7]
- Perithous galbus Baltazar, 1961 – Orientalis (Philippinen)
- Perithous guizhouensis He, 1996 – China
- Perithous kamathi Gupta, 1982 – Orientalis (Himachal Pradesh)
- Perithous nigrigaster Constantineanu & Constantineanu, 1968 – Rumänien
- Perithous romanicus Constantineanu & Constantineanu, 1968 – Rumänien
- Perithous rufimesothorax (He, 1996) – China
- Perithous scurra (Panzer, 1804) – Holarktis
- Perithous septemcinctorius (Thunberg, 1822) – Holarktis
- Perithous speculator Haupt, 1954 – Paläarktis[4][8]
- Perithous sundaicus Gupta, 1982 – Orientalis (Java)
- Perithous townesorum (Gupta, 1982) – Ostpaläarktis (Korea, Japan)
- Perithous transversus Constantineanu & Constantineanu, 1968 – Rumänien
- Perithous virgulatus Baltazar, 1961 – Orientalis (Philippinen)